# 建みさと
建 みさと（たて みさと、1978年3月13日 - ）は、日本の女優、タレント。千葉県出身。フィット所属していたが現在は不明。担当マネージャーは変わらず。血液型はO型。父親はギタリストの建孝三。ロックバンド・C4のTOKIははとこにあたる。

## 来歴・人物
小学生の時にスカウトされ、1995年に三井の7代目（1995年・1996年）リハウスガールに選出された。以後、テレビドラマ出演やリポーターなどを中心に活動。
1998年、映画『モスラ3 キングギドラ来襲』ではスケジュールで参加できなかった山口紗弥加の代役でロラ役を演じた。
2001年、日本テレビの『進ぬ!電波少年』の「電波少年的15少女漂流記」にも参加したが、途中リタイアした。DDTプロレスリングの2代目イメージガールを務めた。
2016年1月27日に自身のブログにて以前より交際していた一般人男性と結婚したことを報告した。同年9月20日には女児を出産した。

## 出演

### 映画
- 夢（1990年、黒澤プロダクション） - 第2話「桃畑」 桃の精 役[1]
- モスラ3 キングギドラ来襲（1998年、東宝） - ロラ 役[1][2]

### テレビドラマ
- 最後の恋（1994年、TBS） - 川村美奈 役
- 毎度おジャマしまぁす（1995年、TBS） - 沢野夏海 役
- 学校の怖い話（1995年、朝日放送） - 主演 真理 役
- しんドラ セーラー服探偵マニュアル（1996年、日本テレビ） - 主演
- ロングバケーション（1996年、フジテレビ） - 椎名いづみ 役
- 金田一少年の事件簿 ファイル15 墓場島殺人事件（1996年、日本テレビ） - 森下麗美 役
- あなたに10億円さしあげます!連続殺人（1996年11月30日、朝日放送）
- 青い体験（1997年 - 1998年、テレビ東京）
- 太陽娘と海（1998年、テレビ東京） - 主演 DJマリン 役
- 風の娘たち（1998年、テレビ東京）
- サービス（1998年、日本テレビ）
- 月曜ドラマスペシャル 「一色京太郎事件ノート7 京都花づくし殺人事件」（1998年、TBS）
- P.S. 元気です、俊平（1999年、TBS） - 水沢かおる 役
- 伝説の教師 （2000年、日本テレビ）
- 火曜サスペンス劇場 「取調室(12)長崎壱岐殺意の潮流「折り鶴」が見た美人秘書の偽りのアリバイ」（2000年6月27日） - 巡査・栗田 役
- 億万長者と結婚する方法第10話（2000年、日本テレビ系）
- はみだし刑事情熱系 Part5 第11話（2000年） - 吉野瞳 役
- 土曜ワイド劇場（テレビ朝日）
  - カリスマ美容師殺人事件（2001年8月11日） - 瞳 役
  - 事件10・大学病院医療ミス致死事件（2003年1月11日） - 水島 役
  - ドクVSデカ（2004年）
  - 法医学教室の事件ファイル40（2015年2月14日） - 野々村郁恵 役
- 女と愛とミステリー「主婦探偵・河原綾子のぞき見事件簿」（2001年12月19日）
- こちら第三社会部（2001年） - 大原萌 役
- 香港明星迷（2002年9月4日、テレビ東京）
- 月曜ミステリー劇場 「十津川警部シリーズ(27)九州特急つばめ殺人事件」（2003年1月3日、TBS） - 木原由美 役
- 水曜ミステリー9（テレビ東京）
  - 湯けむりドクター華岡万里子の温泉事件簿1（2005年） - 津島香織 役
  - ガンリキ 警部補・鬼島弥一（2012年1月18日） - 川澄京子 役
- こちら本池上署（2005年） - 能代ナツキ
- 女帝（2007年、朝日放送・テレビ朝日）
- 天と地と（2008年1月、テレビ朝日） - お時 役
- ギラギラ（2008年11月、朝日放送・テレビ朝日）
- インディゴの夜 エピソード13・vol58（2009年3月26日、東海テレビ） - ブラックリストの女性客 役
- 婚カツ!（2009年5月、フジテレビ）
- 世にも奇妙な物語 「呪い裁判」（2009年） - 白井有里 役
- 警視庁捜査一課9係（テレビ朝日）
  - 新・警視庁捜査一課9係 第6話「殺人レシピ」（2009年8月12日） - 多田夏美 役
  - 警視庁捜査一課9係（2015年6月10日） - 田北明里役
- 猿ロック Episode4-1（2009年9月17日、読売テレビ） - ゆり 役
- 俺たちは天使だ! NO ANGEL NO LUCK - 3D - 第4話（2009年10月28日、テレビ東京）
- 不毛地帯 第3話（2009年10月29日、フジテレビ）
- 行列48時間（2009年11月27日、NHK） - 病院の看護師 役
- 新参者 第6話（2010年5月23日、TBS）
- 女刑事みずきスペシャル（2010年6月24日、テレビ朝日） - 山田三重子
- 月曜ゴールデン（TBS）
  - 緑川警部VS16時02分の路線バス（2010年7月26日）
  - 新・示談交渉人 裏ファイル（2011年3月7日）
  - 警視庁南平班〜七人の刑事〜5（2012年7月2日） - 初美 役
- ジョーカー 許されざる捜査官（第6話） 第6話（2010年8月17日、フジテレビ） - パブ・ムーンライトのホステス 役
- 相棒（テレビ朝日）
  - Season 9 第3話「最後のアトリエ」（2010年11月10日） - 平野雅子 役
  - Season 12 第14話「顔」（2014年2月5日） - 藤田真奈 役
- パーフェクト・リポート 第6話（2010年11月21日、フジテレビ） - 中川優子 役
- FACE MAKER 第12話（2010年12月23日、読売テレビ） - 鍋島組極道（椎名遥の整形前） 役
- さくら心中（2011年1月 -、東海テレビ） - 八重 役
- 仮面ライダーシリーズ（テレビ朝日）
  - 仮面ライダーオーズ/OOO 第21-22話（2011年2月6日・13日） - 神林の妻 役
  - 仮面ライダードライブ 第16-17話（2015年2月1日・8日） - 岬順子 役
  - 仮面ライダージオウ 第22話（2019年2月10日） - OL 役
- 外交官 黒田康作 第8話（2011年3月3日、フジテレビ） - 教会の尼僧 役
- 最上の命医 第9話（2011年3月7日、テレビ東京） - 水原由梨江 役
- 幸せになろうよ 第7話（2011年5月30日、フジテレビ） - 西村京子 役
- BOSS (テレビドラマ) 2ndシーズン CASE10（2011年6月23日、フジテレビ） - ジョギング中の女性 役
- ピースボート -Piece Vote- 第1話（2011年7月4日、日本テレビ） - 目撃者 役
- IS（アイエス）〜男でも女でもない性〜（2011年7月 - 9月、テレビ東京） - 保健師 役
- 秘密諜報員 エリカ 第1話（2011年10月6日、読売テレビ） - 竹内ひとみ 役
- 謎解きはディナーのあとで 第6話（2011年11月22日、フジテレビ） - 黒川紅子 役
- ランナウェイ〜愛する君のために2話（2011年10月 - 12月、TBS）
- 蜜の味〜A Taste Of Honey〜9話（2011年10月 - 12月、フジテレビ）
- 聖なる怪物たち5,6話　秘書 役（2012年1月 - 3月、テレビ朝日）
- 早海さんと呼ばれる日10話（2012年1月 - 3月、フジテレビ）
- さばドル11話（2012年1月 - 3月、テレビ東京）
- 京都地検の女 第8シリーズ 第3話（2012年8月2日、テレビ朝日） - 瀬戸あかね 役
- MONSTERS 第4話（2012年11月11日、TBS） - 看護師 役
- 介護ヘルパー紫雨子の事件簿2（2013年） - 田辺玲子 役
- dinner 最終話（2013年3月24日、フジテレビ） - 客 近藤 役
- ダブルス〜二人の刑事 第5話（2013年5月16日、テレビ朝日） - 佐竹美奈子 役
- 鴨、京都へ行く。-老舗旅館の女将日記- 最終話（2013年6月18日、フジテレビ） - 新条あずさ 役
- 救命病棟24時 第5シリーズ 第5話（2013年8月6日、フジテレビ） - 西園智子 役
- 天誅〜闇の仕置人〜 第6話（2014年2月28日、フジテレビ）
- HERO 第2話（2014年7月21日、フジテレビ） - 小木春美 役
- GTO 第3話（2014年7月22日、フジテレビ）
- 吉原裏同心 第6話（2014年7月31日、NHK）
- 新・刑事吉永誠一 第4話（2014年11月7日、フジテレビ） - 富樫英里子 役
- 素敵な選TAXI 第5話（2014年11月11日、フジテレビ）
- ミステリなふたり 第5話（2015年5月12日、名古屋テレビ） - 木内 役
- 大河ドラマ「花燃ゆ」第20話「松陰、復活!」（2015年5月17日、NHK）
- 手裏剣戦隊ニンニンジャー 第28話（2015年9月6日、テレビ朝日） - ヒロシの母 役
- 警視庁・捜査一課長 season3 第3話（2018年4月26日、テレビ朝日） - 田原志穂 役

### テレビ番組
- IT'sアクセス（1996年 - 1997年、テレビ東京） - 司会
- ミミヨリーナ（2001年7月 - 2002年3月、テレビ東京）
- ぜっぴんTV（2001年4月 - 2002年3月、テレビ東京） - 司会
- わくわく☆カナダ（BSフジ） - ナレーション
- すばらしきアメリカ旅（2013年、BSフジ） - ナレーション、旅人
- わくわく☆カナダ2（2014年、BSフジ） - ナレーション、旅人

### ラジオ番組
- 建みさと TAKE2・GAGDAS（文化放送）

### 舞台
- 夏の風に乗って（2002年2月12日 - 20日、「劇」小劇場）
- 華なき子（2006年、拙者ムニエル客演）
- 夢知無恥ぷれぜんつ『おんせん先生』（2007年3月、恵比寿・エコー劇場） - ミカチュー 役
- switch（2007年9月、ディファ有明、脚本・演出：西田大輔） - 立花美佳 役
- スタークコーポレーションプロデュース『軋み』（2015年2月、新宿サンモールスタジオ） - 高井由美子 役

### CM
- 三井不動産販売／三井のリハウス（1995年 - 1996年）
- ハウス食品『ククレカレー』（1995年 - 1996年）
  - 「あなたのカレー部大募集（イチロー）篇」（1995年）
  - 「おおヒット篇」（イチロー）
  - 「クリスマス篇」（1996年）
- テクモ『モンスターファーム』（1997年）
- アクサダイレクト『不安な親子篇』（2012年）

### ゲーム
- ナムコ『アルペンレーサー2』（1996年）主題歌「その胸でギュッと抱きしめて」[4]

## 出版物

### 写真集
- strawberry kiss -建みさと写真集-（2000年、コンパス）ISBN 9784877630645